# مدال
مَدَّال أو طَنْرَق (الاسم العلمي: Tenrecidae) يُطلق على أي نوع من ثدييات فصيلة المَدَّاليات الإفريقية المستوطنة في مدغشقر. يألف المناطق الجبلية حيث تكثر السراخس. ويعيش في البيئات المائية والشجرية والبرية والحفرية. مسرحه دجوي. قوته الديدان والحشرات وبعض جذور النبات.